# Guy Berry
Pour les articles homonymes, voir Berry (homonymie) et Courcier.
Guy Berry, de son vrai nom Gustave Courcier, né le 1er février 1907 à Lille et mort le 15 mars 1982 à Cannes, est un chanteur et acteur français.

## Biographie
Il est surtout connu pour avoir chanté en 1936 La révolte des joujoux. Il a épousé l'actrice Ginette Catriens, Miss France 1939, en juin 1942.  

## Discographie partielle
- Les rêves sont des bulles de savon (1931)
- Qu'avez-vous fait de mon amour ? (1933)
- La révolte des joujoux (1936)

## Filmographie
- 1937 : À nous deux, madame la vie de René Guissart et Yves Mirande : le chanteur
- 1937 : Blanchette de Pierre Caron : le chanteur
- 1937 : Cinderella de Pierre Caron
- 1940 : Chantons quand même de Pierre Caron
- 1945 : L'Accordéon et ses vedettes, court-métrage de Léo Sevestre : lui-même.